# Žaket

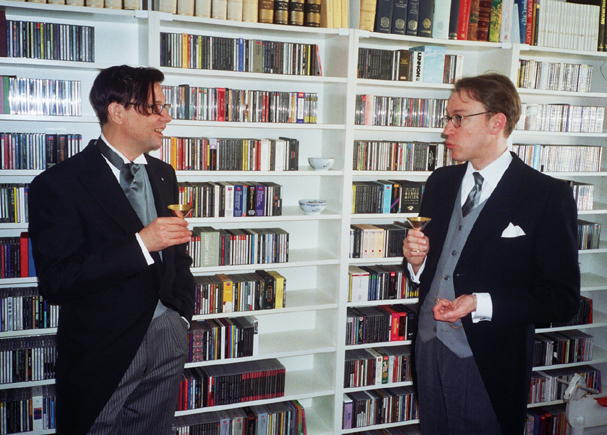
Vlevo žaket s frakovým límečkem a askotem, vpravo s běžným límečkem a kravatou

Žaket je pánský denní formální oděv. Tradiční forma obsahuje zejména černý nebo antracitový vlněný kabát se šikmo ustřihnutými šosy, zapínáním na jeden knoflík a špičatými klopami, dále šedou nebo béžovou vestu z vlny či lnu a šedé formální kalhoty s proužky nebo jiným vzorkem. Košile je obvykle bílá nebo v bledé barvě s bílým límečkem, manžety dvojité se zapínáním na manžetové knoflíčky. Límeček je tradičně silně ztužený a odepínací. Původně se k žaketu nosila košile se stojáčkovým límečkem se zahnutými cípy (tzv. frakový límeček) a kolem límce se vázal zvláštní šátek (tzv. formální askot). Modernější a dnes převládající varianta je košile s ohrnutým límcem a kravata. Formální kravaty mají tradičně barvu šedou (či stříbrnou a černou), dnes se nosí i barevné kravaty jako k obleku. Taktéž vesty mohou být v současné době barevné, obvykle v bledém odstínu. Nezbytným doplňkem jsou šle, obvykle s koženými poutky, jež se připínají ke knoflíkům na kalhotách. Vhodnou obuví jsou černé polobotky s uzavřeným šněrováním nebo podobně konstruované černé kotníkové boty. K žaketu se nosí cylindr, buď černý nebo šedý. Dalšími klasickými doplňky jsou šedé semišové nebo bledě žluté jelenicové rukavice, lněný nebo hedvábný kapesníček do kapsy kabátu, květina do klopy a hůlka.
Žaket se v současné době nosí pouze na nejslavnostnější denní příležitosti, jako jsou velké svatby (zejména šlechtické a královské), vrcholné diplomatické ceremonie nebo dostihy Royal Ascot v Anglii.